# Pasir Kembang
Pasir Kembang is een bestuurslaag in het regentschap Lebak van de provincie Banten, Indonesië. Pasir Kembang telt 3305 inwoners (volkstelling 2010).